# Sigmar Börner

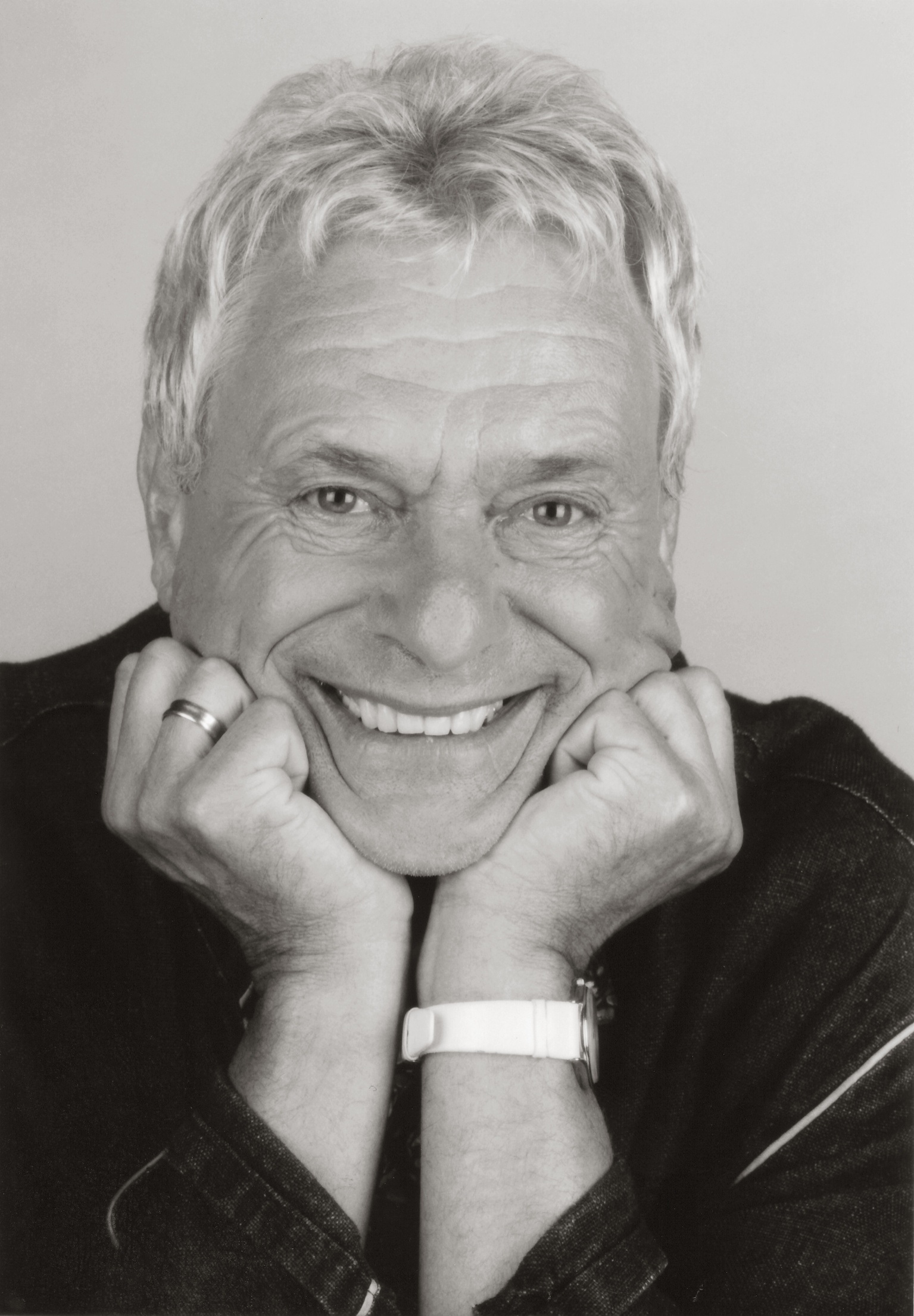
Sigmar Börner, 1995

Sigmar Börner (* 4. Juli 1932 in Großsedlitz bei Dresden; † 2. Januar 2010 in Schneverdingen) war ein deutscher Fernsehregisseur und Redakteur.

## Leben
Nach dem Abitur studierte Börner Theaterwissenschaft an der Freien Universität in Berlin und an der Ludwig-Maximilians-Universität in München.
Seine Fernsehkarriere begann er bereits 1958 beim Sender Freies Berlin. Börner führte Regie bei Sendungen wie Stachelschweine, Schlagerwettbewerb und bei der dreiteiligen Reihe Besuch aus Paris mit Gastgeber Dietmar Schönherr und Gästen wie zum Beispiel Jacqueline Boyer, Charles Aznavour und Samy Molcho. 1961 wechselte er zum Norddeutschen Rundfunk nach Hamburg und arbeitete von da an als Regisseur und Redakteur bis zu seiner Pensionierung im Jahr 1997.
Sigmar Börner war der Macher von Musik aus Studio B, das unter seiner Leitung von 1961 bis 1971 gemeinsam mit Chris Howland und den sechs Folgen mit Peter Fröhlich in der damaligen Zeit zu Deutschlands populärster Schlagershow wurde. Es folgten von 1968 bis 1976 Hits a gogo, für das er internationale Stars verpflichtete und mit Les Humphries die Les Humphries Singers kreierte und bis Ende der 1980er Jahre die ARD-Fernsehlotteriesendung Ein Platz an der Sonne, viele Personality Shows mit Joan Baez, Ike & Tina Turner, Surprise Sisters, Mort Shuman, Evelyn Künneke, Cliff Richard und vielen anderen, sowie 1986 bis 1988 die Reihe Samt und Sonders mit Stephan Sulke.
Von 1989 bis 1992 brachte er nach anfänglichen Widerständen Schmidt-Die Mitternachtsshow von der Hamburger Reeperbahn ins Fernsehen und bis zum Grimme-Preis. 1993 hatte er die Redaktion und Regie von mehreren Sendungen Freut euch des Nordens; 1994 bis 1995 machte er sechs Folgen der Live-Kostümshow die Delphi Dolls; 1996 und 1997 die deutschen Vorentscheide zum Eurovision Song Contest und schließlich wurden 1996 und 1997 Die Ohnsorgs, eine nach seiner Idee entwickelte Familienserie mit dem Ensemble des Ohnsorg-Theaters, ausgestrahlt, in der Heidi Kabel ihre letzten Fernsehauftritte hatte. 
Bei anderen ARD-Sendern führte Börner Regie, beim Saarländischen Rundfunk bei den Reihen Mary’s Music mit Mary Roos und Im Krug zum Grünen Kranze sowie beim Sender Freies Berlin bei der Show aus Warschau, Gäste aus Jugoslawien und einem Chinesischen Tanzdrama Ensemble. Beim Bayerischen Rundfunk bei der Rote Kreuz Show Stars und Hits und bei zehn Folgen Country Music mit Gunter Gabriel.
Außerdem produzierte Börner von 1980 bis Ende 1983 69 Folgen Musik aus Studio B für den Hörfunk. Auf NDR 2 lief alle 14 Tage mit großem Erfolg diese Sendung, die auch von anderen Hörfunkprogrammen übernommen wurde. Das bewährte Gespann Howland/Börner präsentierte Altes, Neues, nie auf Platte erschienene Musikaufnahmen der damaligen Fernsehsendung und einen Studiogast.

## Auszeichnungen
- 1989: Die Spidem Plakette (Medaille für Dienste um die Deutsche Musik)
- 1991: Adolf-Grimme-Preis mit Silber Schmidt – Die Mitternachtsshow für Buch, Regie und Redaktion (zusammen mit Corny Littmann)